# Teófilo Gutiérrez
Teófilo Antonio Gutiérrez Roncancio (Barranquilla, 17 de mayo de 1985) es un futbolista colombiano que juega como mediapunta en el Junior de Barranquilla, de la Primera A del Fútbol Colombiano. Fue elegido Mejor futbolista de Sudamérica en 2014. 
Ha sido internacional con la selección de Colombia, con la que disputó una Copa Mundial (Brasil 2014), dos Copas América (Argentina 2011 y Chile 2015), tres eliminatorias mundialistas (hacia Sudáfrica 2010, hacia Brasil 2014 y hacia Rusia 2018) y unos Juegos Olímpicos (Río de Janeiro 2016).
Es uno de los jugadores colombianos con más títulos de la historia, pero también alcanzó a Víctor Hugo Aristizábal como el delantero colombiano con más tarjetas rojas de la historia.

## Trayectoria

### Barranquilla F. C.
Hizo su debut profesional en la segunda división colombiana en el Barranquilla F. C., donde fue rápidamente una de sus estrellas y consolidaría un semillero importante con grandes jugadores como Luis Carlos Ruiz, Carlos Arturo Bacca, Diego Causado, Rafael Barraza, Vladimir Hernández, Reinaldo Berrio, Camilo Reyes y Carlos Rodríguez. Fue precisamente en ese torneo de la primera B en julio de 2006 donde marcaría su primer hat-trick en su carrera profesional al Expreso Rojo por el Torneo Finalización 2006, su paso por Barranquilla cerraría con 16 goles en 40 partidos jugados. Al año siguiente pasó al Atlético Junior. Su etapa en el FC Barranquilla estuvo liderada por Petar Kozanovic y David Pinillos.

### Junior

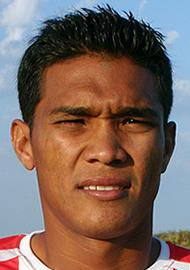
Teo Gutiérrez con Junior en 2009.

Tras su buen rendimiento en el filial del Junior de Barranquilla, fue promovido al primer equipo. En sus primeros semestres como jugador no pudo destacarse mucho pero igualmente así logró convertir varios goles. En el primer semestre del 2009, Gutiérrez fue el goleador del Junior y del torneo con 16 goles, llegando a jugar la final del torneo frente al Once Caldas, la cual perdieron 5 a 2 en el global. En el segundo semestre del año fue el segundo goleador del Torneo Finalización 2009 con 14 goles, detrás de Jackson Martínez que hizo 18.
En el 2009 logró consolidarse como titular indiscutido jugando 44 partidos y marcando 30 goles en el año teniendo el mismo rendimiento (según la IFFHS) que jugadores como Samuel Eto'o o Diego Forlán, en cuanto a la cantidad de goles. Al finalizar su paso por el Junior completó 79 partidos y 42 goles.

### Trabzonspor
El 13 de enero de 2010, la directiva de Junior alcanzó un acuerdo con el Trabzonspor de la Superliga de Turquía para traspasar al delantero a cambio de cuatro millones y medio de dólares. Su primer semestre en Turquía fue uno de adaptación, por lo cual no formó parte del equipo titular de Trabzonspor ni marcó goles.
El comienzo de la temporada 2010/11 fue mucho más prometedor para él. Por la final de la Copa de Turquía, Teófilo marcó una tripleta que le dio la victoria a su equipo por 3-0 ante Bursaspor, ganándose así además el premio al jugador más valioso de la final. Unos días más tarde, por la primera fecha de la Superliga de Turquía, Gutiérrez marcó dos goles ante Ankaragücü, y luego otros dos contra Sivasspor. También marcó el único gol de su equipo en la derrota ante Liverpool por la Liga Europa de la UEFA 2010-11.
Sin embargo, repentinamente y sin previo aviso a su club, Gutiérrez regresó a Barranquilla, aduciendo problemas de salud. Una revisión de los médicos del club no logró encontrarle al jugador problema físico alguno.

### Racing Club
En febrero de 2011, fue adquirido a cambio de tres millones de dólares por Racing Club firmando un contrato de 3 años. Allí se encontró con su compatriota y compañero de selección, Giovanni Moreno. Durante su primer semestre, en el Torneo Clausura 2011 fue el goleador del torneo con 11 goles junto a Javier Cámpora. Para su segundo semestre en el club su rendimiento fue irregular, se hizo expulsar en varias ocasiones y pasó por una "sequía" de casi dos meses sin convertir un gol, el club quedaría subcampeón del torneo con 31 puntos detrás de Boca Juniors, además Teófilo fue el goleador del club con 6 goles. También convirtió 2 goles contra El Porvenir en la Copa Argentina 2011/12. Un incidente que marco su carrera en ese semestre fue la expulsión frente a Boca luego de provocar a los hinchas de ese club, lo que le valió una multa de 15 000 pesos.
En el torneo siguiente en el clásico frente a Independiente fue expulsado por insultar al árbitro, en el vestuario su compañero Sebastián Saja, fue a reclamarle por su expulsión y Gutiérrez lo amenazó con lo que parecía un arma de fuego (anteriormente se creía que era de paintball pero fue desmentido por testigos) para que se alejara. Después de ese incidente, Gastón Cogorno afirmó que no volvería a jugar con el club, pero igualmente Racing siguió conservando la ficha del jugador.

### C.A. Lanús
Poco después de este hecho, fue cedido a préstamo con opción de compra al Club Atlético Lanús hasta el final de la participación del club Granate en el certamen continental. Con Lanús sólo jugó los Octavos de final y consiguió anotar 1 gol. Luego de su paso por Lanús, el resto del semestre se quedó en Barranquilla a la espera de saber en qué club iba a jugar.

### Segunda etapa en Junior
Para el segundo semestre del 2012, fue cedido a préstamo a cambio de tres millones de dólares al Junior. En su segundo ciclo con el club barranquillero jugó 18 partidos y convirtió 5 goles donde también se destacó su regreso a la Selección Colombia donde se volvió un titular indiscutido por sus buenas actuaciones con el Junior. En el Junior, el 20 de agosto de 2012 anotó el gol número 100 de su carrera.

### Cruz Azul
En diciembre de 2012 firmó contrato por 3 años con el Cruz Azul de México donde ya militaba su compatriota Luis Perea. El 26 de enero, en su segundo partido en el equipo, Gutiérrez marcó su primer gol con la camiseta de La Máquina, el tercero de su equipo en la goleada por 4 a 0 frente al Puebla por la cuarta jornada del Torneo Clausura 2013.
Anotó su primer doblete con el Cruz Azul ante el Atlas de Guadalajara por la Copa MX Clausura 2013 en la victoria 2 a 1 de su equipo. El 10 de abril de 2013 fue titular en la final de la Copa, en la que, tras finalizar el partido 0 a 0, el Cruz Azul logró el título tras vencer en la definición por penaltis. No obstante por esa misma vía, el Cruz Azul perdió la final del Torneo Clausura frente al América, en la que anotó un gol, pero falló frente a la portería luego de un tiro de Chaco Giménez lo que hubiera sido el título para Cruz Azul. En los seis meses que jugó en Cruz Azul disputó 28 partidos donde marcó 9 goles.
El 31 de mayo se confirma el interés del River Plate, a petición de Ramón Díaz, y del São Paulo de Brasil que están interesados en traspasarlo en junio. Teófilo, interesado en jugar en el equipo de sus amores abandona Cruz Azul tentado por River Plate ignorando a la directiva, dejando muy mala impresión de Gutiérrez en aficionados y club por el incumplimiento de su contrato, pasando de héroe aplaudido a villano abucheado.

### River Plate

#### 2013-15
En julio de 2013, su representante y Diego Turnes (vicepresidente de River), confirman su traspaso a River Plate por una suma cercana a los USD 3 200 000 por el 50% del pase más un amistoso de por medio, con cuestionamientos del procedimiento por parte de Cruz Azul por la ética de jugador y club sin tomar en cuenta a la directiva. Haría su debut frente a Colón de Santa Fe en la cuarta fecha del Torneo Inicial 2013 donde marcaría el gol de su equipo en la derrota por 1-2. Volvería a marcar frente a Liga de Loja en la vuelta de los octavos de final de la Copa Sudamericana de ese mismo año en la victoria de su equipo por 2-0 con un global de 3-2. Su tercer gol sería en la vuelta de los cuartos de final del mismo torneo en la derrota de su equipo por 1-3 frente a Lanús.
Volvería a marcar frente a San Lorenzo de Almagro en la quinta fecha del Torneo Final 2014 en la victoria de su equipo por 1-0. Volvió a marcar siete fechas después frente Belgrano de Córdoba en la caída de su equipo po 2-1. Al siguiente partido marcó nuevamente en la victoria por 2-0 frente a Atlético de Rafaela. Marcó nuevamente frente a Vélez Sarsfield dos fechas después en la victoria de su equipo por 1-0. Después de estar dos fechas sin jugar por motivo de una lesión, volvería frente a Argentinos Juniors en la victoria de su equipo por 2-0 marcando el segundo. Al siguiente partido marcó nuevamente en la goleada de su equipo por 5-0 frente a Quilmes, resultado que significó el trigesimoquinto título del club a nivel local para el millonario, y el primer título para Teo en el fútbol argentino. La campaña consistió de 11 triunfos, 4 empates y 4 derrotas con 28 goles a favor y 15 en contra sumando 37 unidades. A la semana de la consagración River debió enfrentarse a San Lorenzo de Almagro en la Copa Campeonato, para redimir la clasificación a la Copa Sudamericana, donde se le ganaría al equipo de Boedo por 1-0 con gol de Germán Pezzella. Y aunque Teófilo no disputó el encuentro, sumaría su segundo título.

#### 2014

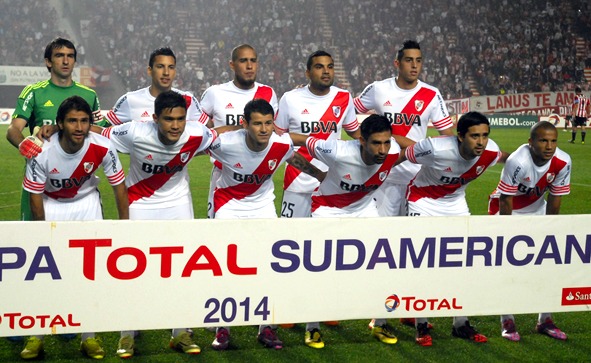
Una formación del equipo campeón de la Copa Sudamericana 2014.

Al siguiente semestre por la primera fecha del Torneo Transición 2014 le marcaría a Gimnasia y Esgrima en el empate 1-1. Volvería a marcar al siguiente partido frente a Rosario Central en la victoria de su equipo por 2-0. La racha continuó durante la tercera fecha del torneo, en el cual le marcó dos goles a Godoy Cruz en la victoria por 4-0 de su equipo. Nuevamente a la siguiente fecha convirtió frente a Defensa y Justicia, en una nueva victoria de su equipo por 3-0. Frente a San Lorenzo, a la siguiente fecha convirtió un nuevo tanto, en el triunfo por 3-1. Volvería a marcar un tanto en la goleada de su equipo por 4-1 frente a independiente por la octava fecha. La semana siguiente, marcó el empate en uno frente a Lanús con un gol desde afuera del área. Luego de estar ausente en la fecha 11 debido a ser citado para jugar con su selección, volvería a marcar por duplicado en lo que significaría la victoria de su equipo por 3-0 frente a Belgrano de Córdoba.
El 10 de diciembre de 2014 gana por primera vez la Copa Sudamericana para River, tercer título con el club argentino. Fue subcampeón del segundo semestre de la Liga de Argentina y logró anotar 10 goles en 13 partidos, siendo uno de los goleadores del torneo. Cerró el 2014 con el equipo de Buenos Aires con 17 goles en 36 partidos. En los premios Tyc Sports recibió los galardones de Mejor Delantero y Mejor Jugador del fútbol argentino. También fue reconocido como Mejor Jugador de América en 2014 siendo el segundo colombiano en ganarlo. Hizo parte del Equipo ideal de América.

"River con Teo es una cosa, sin Teo es otra. Teo es de otra categoría, y demostró porqué jugó el Mundial y está en su selección, hace una diferencia".
Juan Román Riquelme (19 de abril de 2014).

#### 2015
El 15 de febrero de 2015 anotaría en la primera fecha del Torneo local, un doblete frente a Sarmiento de Junín. En la siguiente fecha, marcaría un gol a Quilmes en un empate 2-2. Volvería a marcar el 22 de marzo, por la quinta fecha del Torneo local. Posteriormente había fallado un penal que fue atajado por Sebastián Moyano.
El 7 de mayo del 2015, jugó como titular en el partido de ida frente a Boca Juniors por la Copa Libertadores 2015. En el minuto 88, cometió una falta a Guillermo Burdisso que fue cobrada por Germán Delfino, quien lo expulsó del partido.
Gutiérrez se consagrø campeón de la Copa Libertadores con River Plate ese año.

"Teo es uno de los mejores jugadores de Sudamérica".
Rodolfo Arruabarrena (18 de abril de 2015).

El 27 de mayo, marca un gol y da una asistencia en el 3-0 sobre Cruzeiro por los cuartos de final de la Copa Libertadores 2015, sellando así el paso a semifinales de la máxima competición continental y volviendo al gol después de ser criticado por no convertir en reiteradas ocasiones durante los partidos.

### Sporting de Lisboa

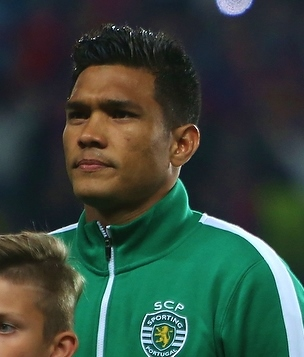
Teo antes del partido frente a CSKA Moscú por la Champions League.

Después de que su futuro sea incierto llegaría al Sporting de Lisboa por una suma de 3.400.000 € por el 100% de su pase de cara a la temporada 2015-16. El 9 de agosto de 2015, por el primer partido oficial de la temporada se coronaría campeón de la Supercopa de Portugal frente al Benfica en el triunfo 1 a 0 marcando el gol de la victoria tras un desvío que le causó al tiro del peruano André Carrillo. El 18 de agosto por el partido de ida de los play-offs de la Champions League marca su primer gol en esta competencia en la victoria 2 a 1 sobre el CSKA Moscú, también marcaría en el partido de vuelta donde quedaría eliminado su equipo por un global de 4-3 en contra.
Cerró la temporada 2015-16 con 15 goles en 32 partidos, (Primeira Liga 11, Copa de Europa 2, Supercopa de Portugal 1 y Europa League 1). En el campeonato local su equipo fue segundo con 86 unidades y clasificaron directo a la fase de grupos de la UEFA Champions League.

### Rosario Central
El 6 de agosto se oficializó como nuevo jugador de Rosario Central de la Primera División de Argentina, cedido por un año desde Portugal. Debutaría el 27 de agosto en el empate sin goles frente a Defensa y Justicia en el que jugaría 73 minutos al salir lesionado. Su primer gol lo marcaría el 20 de noviembre dándole el empate a un gol frente a Boca Juniors en La Bombonera saliendo expulsado al celebrar el gol por provocación a la hinchada tras hacer gestos de la banda cruzada de River Plate. El 25 de marzo vuelve a marcar dándole la victoria a su club por la mínima frente a CA Tigre.

### Tercera etapa en Junior
El 26 de junio de 2017, Teo es presentado como nuevo jugador de Junior de Barranquilla ante más de 40 mil espectadores en el Estadio Metropolitano. El fichaje del delantero le costó al equipo 'rojiblanco' alrededor de 2.5 millones de euros, convirtiéndose en la 'supercontratación' del fútbol colombiano. Debuta el 9 de julio con gol desde el tiro penal en la goleada 3 a 0 sobre La Equidad. El 19 de septiembre marca gol en la victoria 3 por 1 sobre Cerro Porteño por la Copa Sudamericana 2017, el 15 de octubre marca el gol de la victoria 2-1 al minuto 90 como visitantes en el Atanasio Girardot contra el Independiente Medellín. El 8 de noviembre consigue la Copa Colombia 2017, luego de anotar un gol para la victoria 2-0 en la vuelta ante Independiente Medellín consiguiendo su primer título con Junior.
A finales del mes de noviembre de 2017, Roberto Ovelar, delantero del Junior y compañero de Teo, lo acusó de haber seducido por redes sociales a su esposa de acuerdo a mensajes que la misma esposa Gladys Ortega le mostró a Ovelar. Teo negó tajantemente haber coqueteado con la esposa de Ovelar y afirmó que su comportamiento siempre “ha sido leal” y que su familia y amigos lo conocen. Así mismo Teo responsabilizó a la persona que según el manejaba sus redes sociales pero posteriormente dicha persona negó haber sigo responsable de los coqueteos. Esta situación llevó a que Roberto Ovelar abandonara el Junior y la ciudad de Barranquilla para radicarse Bogotá con su esposa e incorporarse al equipo de Millonarios. Posteriormente Teo se vio envuelto en otro escándalo similar con Karina Cruz, esposa del jugador James Sánchez, por lo cual decide abandonar las redes sociales mandando un emotivo mensaje a todos sus seguidores.
El 8 de febrero marca su primer gol del 2018 en la victoria 3 a 1 sobre Club Olimpia por la primera fase de la Copa Libertadores 2018. El 25 de abril marca el gol del empate a un gol contra Atlético Nacional. Su primer gol en la fase de grupos de la Copa Libertadores 2018 lo hace el 16 de mayo en la caída 3-1 contra SE Palmeiras en Brasil confirmando la eliminación. El 9 de octubre, marcaría doblete en la histórica remontada del conjunto barranquillero contra Deportes Tolima, líder del torneo, marcando el gol final de la victoria 4-3 luego de ir perdiendo 0-3 en el primer tiempo. El 12 de diciembre de 2018 terminó subcampeón de la Copa Sudamericana 2018 tras perder la final ante Athletico Paranaense. El 17 de diciembre Teo ganó su segundo título como tiburón y su primera Liga con el club, Junior se coronó campeón del Torneo Finalización 2018 tras derrotar en la final al Independiente Medellín. En el partido de ida, Teo marcó en la goleada 4-1.  El equipo rojiblanco se impondría por un marcador global de 5-4.

### Deportivo Cali
Para el segundo semestre del 2021 Junior de Barranquilla no le renueva contrato quedando libre por problemas con la directiva, viaja a Cali para buscar alguna oportunidad en dónde América no demuestra interés, pero  el Deportivo Cali que sí demostró en hacerse con sus servicios en dónde logra contratarlo ,  firmó contrato   hasta el 30 de diciembre del 2021 en el mes de julio, llevando al Deportivo Cali a la final del Torneo Finalización en dónde ganan 2-1 frente a Deportes Tolima, logrando así la décima estrella.

### 2022
A inicios del mes de enero del 2022 se da a conocer su renovación de contrato con el Deportivo Cali hasta el 31 de diciembre del 2023, a pesar de la eliminación de su equipo del Torneo Apertura y de la Copa Libertadores 2022 y también haber perdido el título de la Superliga de Colombia del 2022 frente al Deportes Tolima y posteriormente también la eliminación de la Copa Sudamericana 2022 no fue obstáculo para haber anotado goles en lo que va del año, le anotó al América de Cali, Atlético Nacional, el 14 de septiembre anota el segundo gol en la victoria por 2-0 frente al Deportivo Pasto por la fecha 7 del torneo clausura y saliendo como figura del Partido , el 9 de octubre vuelve a marcar frente al América de Cali sentenciando la victoria por 1-0 por la fecha 16 del torneo finalización , vuelve a marcar en el empate frente a Águilas Doradas el 12 de octubre sumando así su quinto gol en lo que va del año, durante las tres temporadas que estuvo con el conjunto azucarero disputó 66 partidos, y  sumó  12 asistencias y marcó  14 goles divididos en liga y copa nacional.
El 27 de diciembre del 2022 el presidente del Deportivo Cali comunica de forma oficial que se llegó a un acuerdo para finalizar el vínculo de Teo con la institución quedando como agente libre.

### Atlético Bucaramanga
El 4 de febrero del 2023 se confirma como nuevo refuerzo del Atlético Bucaramanga de la Primera División de Colombia
El 21 de mayo del 2023 el Atlético Bucaramanga comunica de forma oficial que se llegó a un acuerdo para finalizar el contrato de Teo con la institución leoparda quedando como Agente Libre tras haber disputado 13 partidos oficiales por liga local

### Deportivo Cali (2.ª Etapa)
El 15 de julio del 2023 tras la nueva contratación de director técnico del Deportivo Cali Jaime de la Pava y la destitución de Jorge Luis Pinto, de la Pava dio el aval de aprobación del fichaje de Teo para lo que será su proyecto, el jugador llegó a Cali el 17 de julio para posteriormente presentar exámenes médicos el día martes 18 de julio para así el club oficializar su contratación pero por ahora es un hecho su fichaje.
El 19 de julio del 2023 se oficializa su regreso al Deportivo Cali firmando hasta junio del 2024 con una cláusula de rescisión contractual en diciembre del 2023.

## Selección nacional

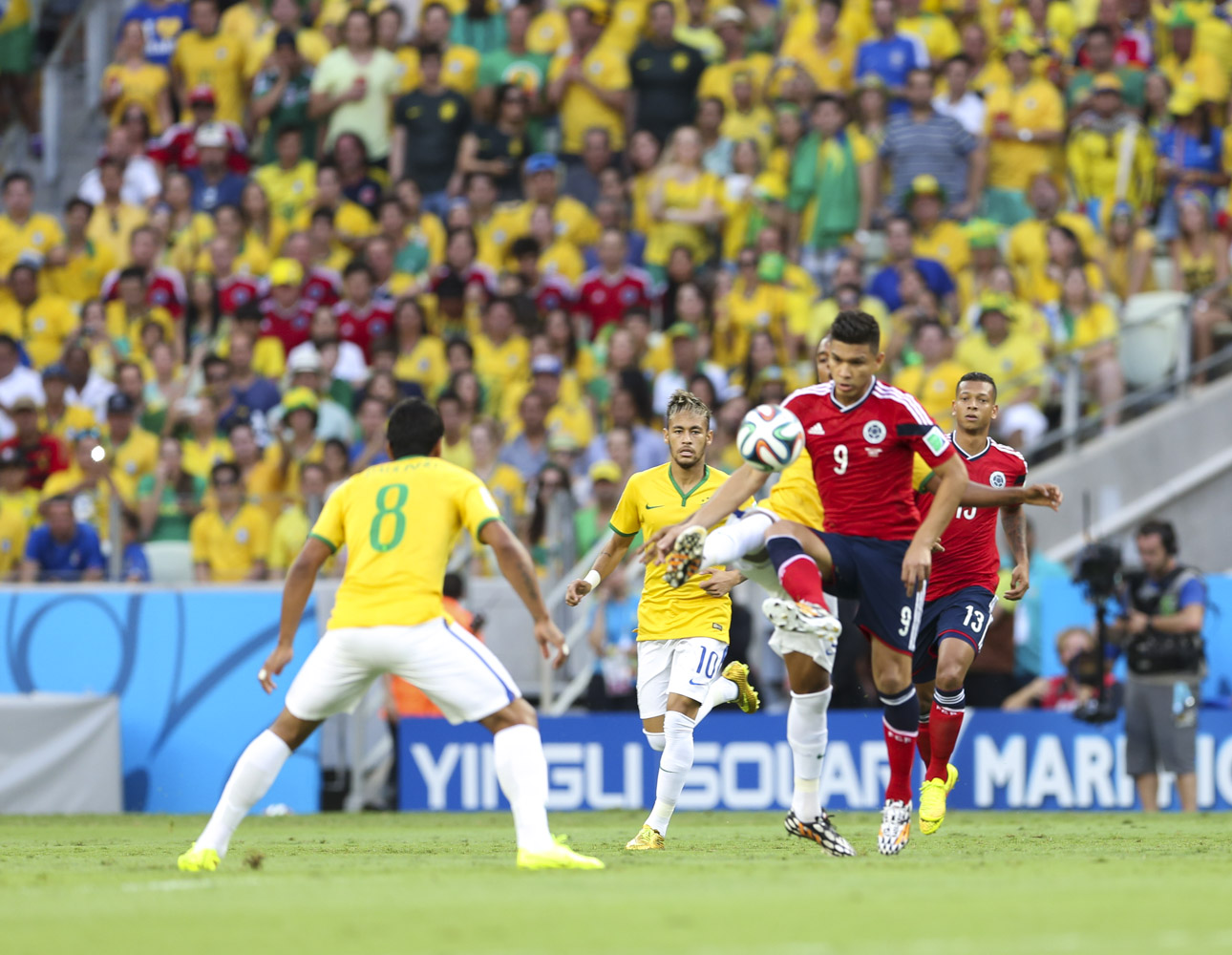
Teófilo en cuartos de final del Mundial Brasil 2014.

Ha sido convocado en varias ocasiones a la selección de Colombia, llegando a debutar en su segunda convocatoria, marcando un gol en su debut contra El Salvador, partido disputado en Houston, Estados Unidos, que ganó Colombia por 2 a 1.
En su tercera convocatoria a la selección de Colombia debutó en Eliminatorias, el 5 de septiembre de 2009, jugando contra la selección de Ecuador en la ciudad de Medellín, en un partido correspondiente a la decimoquinta fecha de las Eliminatoria rumbo al Mundial de Sudáfrica 2010. Colombia ganó 2-0, siendo el segundo tanto marcado por Teófilo tras una jugada previa de Giovanni Moreno. Días después enfrentaron a Uruguay en el Estadio Centenario, partido en el que Teófilo fue expulsado iniciando el segundo tiempo dejando a la selección con diez hombres igual que Uruguay.
El 6 de junio de 2011 fue convocado por el técnico Hernán Darío Gómez para jugar en la Copa América 2011 realizada en Argentina. Sin embargo, no fue titular por problemas con el director técnico.
En épocas del director técnico argentino José Pékerman, Teófilo Gutiérrez y Radamel Falcao García formaron una de las duplas de ataque más efectivas y temibles en las eliminatorias sudamericanas rumbo al mundial de Brasil 2014. En la decimosexta fecha frente a Chile, se pudo remontar un 0-3, gracias a un gol suyo y dos de Radamel Falcao para culminarlo finalmente 3-3. Ese fue el partido que señalaría la vuelta de Colombia a los Mundiales luego de 16 años. 
El 13 de mayo de 2014, Gutiérrez fue convocado por el entrenador José Pekerman en la lista preliminar de 30 jugadores con miras a la Copa Mundial de 2014. Finalmente, fue incluido en la nómina definitiva de 23 jugadores el 2 de junio.

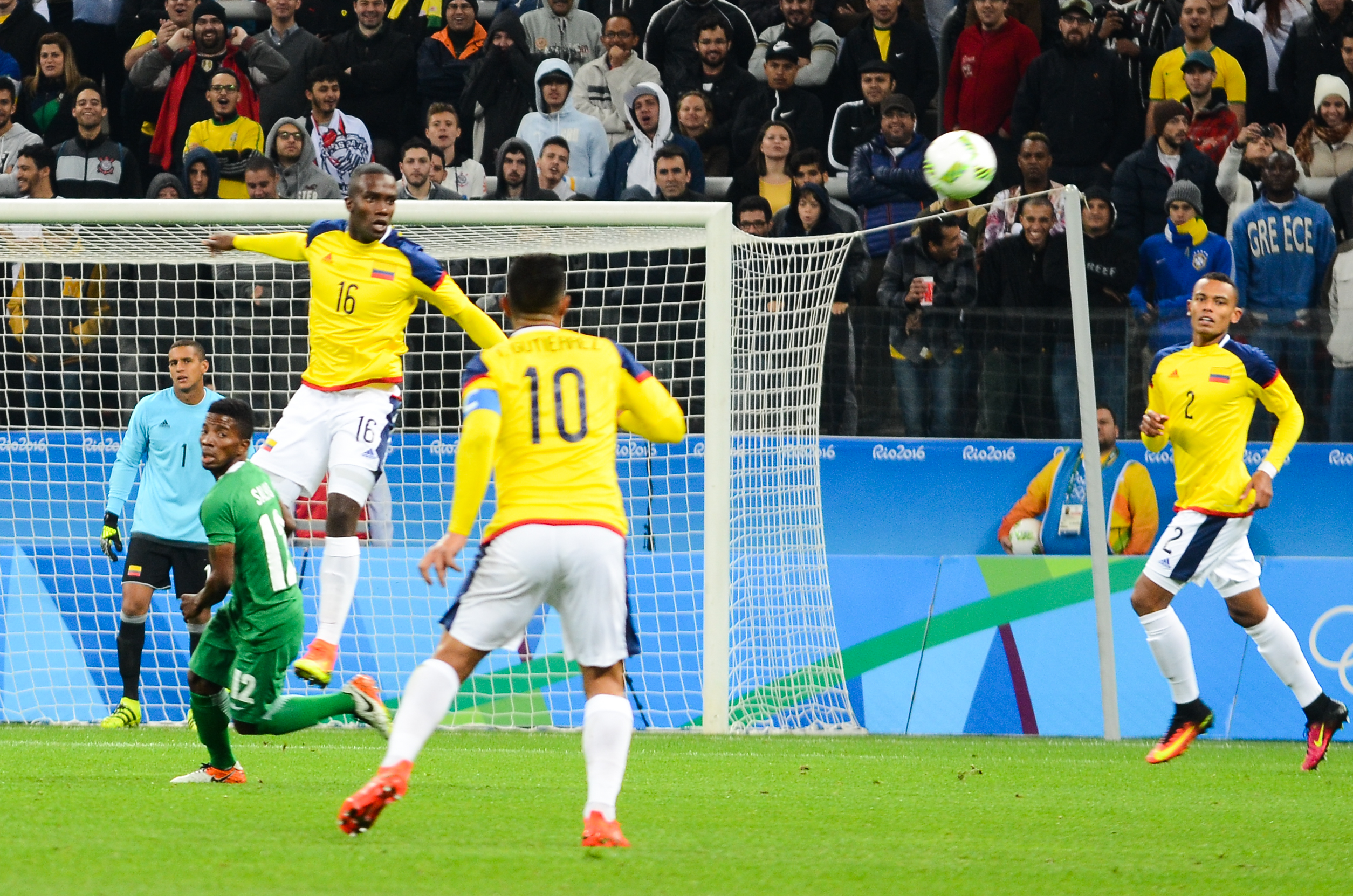
Teo con la 10 en los Juegos Olímpicos 2016.

En su debut vistió la camiseta número 9 y lo hizo como titular ante la selección de Grecia. Marco el segundo tanto en la goleada de 3-0 ante los europeos, en lo que fue su primer tanto en un Mundial de fútbol. En dicho encuentro se fue reemplazado por su compañero Jackson Martínez. El segundo partido del Grupo C, volvió a tenerlo entre los titulares para enfrentar a la selección de Costa de Marfil. En este encuentro no marco tantos, pero fue titular durante los 90 minutos y colaboró en la victoria de su equipo por 2-1, lo que significó el pase a octavos de final. El último partido del grupo fue ante la selección de Japón, Colombia goleó 4-1 pero Gutiérrez no estuvo en campo.
El pase histórico a cuartos de final fue logrado tras la contundente victoria 2-0 ante la selección de fútbol de Uruguay en los octavos de final. De esta manera el seleccionado Cafetero logró su primer pase a dicha instancia en la historia de los Mundiales. Jugó como titular, pero no marcó goles y se fue reemplazado por Alexander Mejía en el segundo tiempo. Cerró el 2014 con la selección con 3 goles en 10 partidos.
El 11 de mayo de 2015 fue seleccionado por José Pekerman en los 30 pre-convocados para disputar la Copa América 2015.
Fue seleccionado en la nómina definitiva de 23 jugadores el 30 de mayo.
En el 2016 fue llamado por el «Piscis» Restrepo para ser líder, capitán y el 10 de la selección sub-23 de Colombia para los Juegos Olímpicos de Río de Janeiro 2016.
El 14 de mayo de 2018 fue incluido por el entrenador José Pekerman en la lista preliminar de 35 jugadores para disputar la Copa Mundial de 2018. Al final no quedaría seleccionado en la lista final para disputar el Mundial.

#### Participaciones enEliminatorias al Mundial
| Eliminatoria                            | Sede del Mundial       | Posición               | Resultado   | PJ | GA | Asis |
| --------------------------------------- | ---------------------- | ---------------------- | ----------- | -- | -- | ---- |
| Eliminatorias Mundial de Sudáfrica 2010 | Sudáfrica              | 7°lugar 23pts          | Eliminado   | 3  | 1  | 0    |
| Eliminatorias Mundial de Brasil 2014    | Brasil                 | 2°lugar 30pts          | Clasificado | 11 | 6  | 0    |
| Eliminatorias Mundial de Rusia 2018     | Rusia                  | 4°lugar 27pts          | Clasificado | 5  | 1  | 0    |
| Total en Eliminatorias                  | Total en Eliminatorias | Total en Eliminatorias | 2/3         | 19 | 8  | 0    |

#### Participaciones enCopas del Mundo
| Mundial                | Sede   | Resultado        | PJ | GA | Asis |
| ---------------------- | ------ | ---------------- | -- | -- | ---- |
| Mundial de Brasil 2014 | Brasil | Cuartos de final | 4  | 1  | 1    |

#### Participaciones enCopas América
| Copa                   | Sede                   | Resultado              | PJ | GA | Asis |
| ---------------------- | ---------------------- | ---------------------- | -- | -- | ---- |
| Copa América 2011      | Argentina              | Cuartos de final       | 3  | 0  | 0    |
| Copa América 2015      | Chile                  | Cuartos de final       | 4  | 0  | 0    |
| Total en Copas América | Total en Copas América | Total en Copas América | 7  | 0  | 0    |

#### Participaciones enJuegos Olímpicos
| Campeonato            | Categoría | Sede                   | Resultado        | PJ | GA | Asis |
| --------------------- | --------- | ---------------------- | ---------------- | -- | -- | ---- |
| Juegos Olímpicos 2016 | Sub-23    | Río de Janeiro, Brasil | Cuartos de final | 4  | 3  | 0    |

### Detalle de partidos
| Estadísticas de Teófilo Gutiérrez en la selección nacional | Estadísticas de Teófilo Gutiérrez en la selección nacional | Estadísticas de Teófilo Gutiérrez en la selección nacional | Estadísticas de Teófilo Gutiérrez en la selección nacional | Estadísticas de Teófilo Gutiérrez en la selección nacional | Estadísticas de Teófilo Gutiérrez en la selección nacional | Estadísticas de Teófilo Gutiérrez en la selección nacional | Estadísticas de Teófilo Gutiérrez en la selección nacional |
| Fecha                                                      | Ciudad                                                     | Local                                                      | Resultado                                                  | Visitante                                                  | Competencia                                                | Goles                                                      | Asistencias                                                |
| ---------------------------------------------------------- | ---------------------------------------------------------- | ---------------------------------------------------------- | ---------------------------------------------------------- | ---------------------------------------------------------- | ---------------------------------------------------------- | ---------------------------------------------------------- | ---------------------------------------------------------- |
| 2009-08-07                                                 | Houston                                                    | Colombia                                                   | 2:1                                                        | El Salvador                                                | Amistoso                                                   |                                                            |                                                            |
| 2009-08-12                                                 | East Rutherford                                            | Colombia                                                   | 1:2                                                        | Venezuela                                                  | Amistoso                                                   |                                                            |                                                            |
| 2009-09-05                                                 | Medellín                                                   | Colombia                                                   | 2:0                                                        | Ecuador                                                    | Eliminatorias 2010                                         |                                                            |                                                            |
| 2009-09-09                                                 | Montevideo                                                 | Uruguay                                                    | 3:1                                                        | Colombia                                                   | Eliminatorias 2010                                         |                                                            |                                                            |
| 2009-09-30                                                 | Dallas                                                     | México                                                     | 1:2                                                        | Colombia                                                   | Amistoso                                                   |                                                            |                                                            |
| 2009-10-14                                                 | Asunción                                                   | Paraguay                                                   | 0:2                                                        | Colombia                                                   | Eliminatorias 2010                                         |                                                            |                                                            |
| 2010-10-08                                                 | Harrison                                                   | Ecuador                                                    | 0:1                                                        | Colombia                                                   | Amistoso                                                   |                                                            |                                                            |
| 2010-10-12                                                 | Chester                                                    | Estados Unidos                                             | 0:0                                                        | Colombia                                                   | Amistoso                                                   |                                                            |                                                            |
| 2011-07-02                                                 | San Salvador de Jujuy                                      | Colombia                                                   | 1:0                                                        | Costa Rica                                                 | Copa América 2011                                          |                                                            |                                                            |
| 2011-07-06                                                 | Santa Fe                                                   | Argentina                                                  | 0:0                                                        | Colombia                                                   | Copa América 2011                                          |                                                            |                                                            |
| 2011-07-16                                                 | Córdoba                                                    | Colombia                                                   | 0:2                                                        | Perú                                                       | Copa América 2011                                          |                                                            |                                                            |
| 2011-09-03                                                 | Harrison                                                   | Honduras                                                   | 0:2                                                        | Colombia                                                   | Amistoso                                                   |                                                            |                                                            |
| 2011-09-06                                                 | Fort Lauderdale                                            | Colombia                                                   | 2:0                                                        | Jamaica                                                    | Amistoso                                                   |                                                            |                                                            |
| 2011-10-11                                                 | La Paz                                                     | Bolivia                                                    | 1:2                                                        | Colombia                                                   | Eliminatorias 2014                                         |                                                            |                                                            |
| 2011-11-11                                                 | Barranquilla                                               | Colombia                                                   | 1:1                                                        | Venezuela                                                  | Eliminatorias 2014                                         |                                                            |                                                            |
| 2012-02-29                                                 | Miami                                                      | México                                                     | 0:2                                                        | Colombia                                                   | Amistoso                                                   |                                                            |                                                            |
| 2012-09-07                                                 | Barranquilla                                               | Colombia                                                   | 4:0                                                        | Uruguay                                                    | Eliminatorias 2014                                         |                                                            |                                                            |
| 2012-09-11                                                 | Santiago de Chile                                          | Chile                                                      | 1:3                                                        | Colombia                                                   | Eliminatorias 2014                                         |                                                            |                                                            |
| 2012-10-12                                                 | Barranquilla                                               | Colombia                                                   | 2:0                                                        | Paraguay                                                   | Eliminatorias 2014                                         |                                                            |                                                            |
| 2012-11-14                                                 | East Rutherford                                            | Brasil                                                     | 1:1                                                        | Colombia                                                   | Amistoso                                                   |                                                            |                                                            |
| 2013-02-06                                                 | Miami                                                      | Guatemala                                                  | 1:4                                                        | Colombia                                                   | Amistoso                                                   |                                                            |                                                            |
| 2013-03-22                                                 | Barranquilla                                               | Colombia                                                   | 5:0                                                        | Bolivia                                                    | Eliminatorias 2014                                         |                                                            |                                                            |
| 2013-03-26                                                 | San Cristóbal                                              | Venezuela                                                  | 1:0                                                        | Colombia                                                   | Eliminatorias 2014                                         |                                                            |                                                            |
| 2013-06-11                                                 | Barranquilla                                               | Colombia                                                   | 2:0                                                        | Perú                                                       | Eliminatorias 2014                                         |                                                            |                                                            |
| 2013-09-06                                                 | Barranquilla                                               | Colombia                                                   | 1:0                                                        | Ecuador                                                    | Eliminatorias 2014                                         |                                                            |                                                            |
| 2013-09-10                                                 | Montevideo                                                 | Uruguay                                                    | 1:0                                                        | Colombia                                                   | Eliminatorias 2014                                         |                                                            |                                                            |
| 2013-10-11                                                 | Barranquilla                                               | Colombia                                                   | 3:3                                                        | Chile                                                      | Eliminatorias 2014                                         |                                                            |                                                            |
| 2013-11-19                                                 | Ámsterdam                                                  | Países Bajos                                               | 0:0                                                        | Colombia                                                   | Amistoso                                                   |                                                            |                                                            |
| 2014-03-05                                                 | Cornellá de Llobregat                                      | Colombia                                                   | 1:1                                                        | Túnez                                                      | Amistoso                                                   |                                                            |                                                            |
| 2014-05-31                                                 | Buenos Aires                                               | Colombia                                                   | 2:2                                                        | Senegal                                                    | Amistoso                                                   |                                                            |                                                            |
| 2014-05-31                                                 | Buenos Aires                                               | Colombia                                                   | 3:0                                                        | Jordania                                                   | Amistoso                                                   |                                                            |                                                            |
| 2014-06-14                                                 | Belo Horizonte                                             | Colombia                                                   | 3:0                                                        | Grecia                                                     | Copa Mundial de Fútbol de 2014                             |                                                            |                                                            |
| 2014-06-19                                                 | Brasilia                                                   | Colombia                                                   | 2:1                                                        | Costa de Marfil                                            | Copa Mundial de Fútbol de 2014                             |                                                            |                                                            |
| 2014-06-28                                                 | Río de Janeiro                                             | Colombia                                                   | 2:0                                                        | Uruguay                                                    | Copa Mundial de Fútbol de 2014                             |                                                            |                                                            |
| 2014-07-04                                                 | Fortaleza                                                  | Brasil                                                     | 2:1                                                        | Colombia                                                   | Copa Mundial de Fútbol de 2014                             |                                                            |                                                            |
| 2014-09-05                                                 | Miami                                                      | Brasil                                                     | 1:0                                                        | Colombia                                                   | Amistoso                                                   |                                                            |                                                            |
| 2014-10-14                                                 | Harrison                                                   | Canadá                                                     | 0:1                                                        | Colombia                                                   | Amistoso                                                   |                                                            |                                                            |
| 2014-11-14                                                 | Londres                                                    | Estados Unidos                                             | 1:2                                                        | Colombia                                                   | Amistoso                                                   |                                                            |                                                            |
| 2015-03-30                                                 | Abu Dabi                                                   | Colombia                                                   | 3:1                                                        | Kuwait                                                     | Amistoso                                                   |                                                            |                                                            |
| 2015-06-06                                                 | Buenos Aires                                               | Colombia                                                   | 1:0                                                        | Costa Rica                                                 | Amistoso                                                   |                                                            |                                                            |
| 2015-06-14                                                 | Rancagua                                                   | Colombia                                                   | 0:1                                                        | Venezuela                                                  | Copa América 2015                                          |                                                            |                                                            |
| 2015-06-18                                                 | Santiago                                                   | Brasil                                                     | 0:1                                                        | Colombia                                                   | Copa América 2015                                          |                                                            |                                                            |
| 2015-06-21                                                 | Temuco                                                     | Colombia                                                   | 0:0                                                        | Perú                                                       | Copa América 2015                                          |                                                            |                                                            |
| 2015-06-26                                                 | Viña del Mar                                               | Colombia                                                   | 0:0                                                        | Argentina                                                  | Copa América 2015                                          |                                                            |                                                            |
| 2015-09-08                                                 | Nueva Jersey                                               | Colombia                                                   | 1:1                                                        | Perú                                                       | Amistoso                                                   |                                                            |                                                            |
| 2015-10-08                                                 | Barranquilla                                               | Colombia                                                   | 2:0                                                        | Perú                                                       | Eliminatorias 2018                                         |                                                            |                                                            |
| 2015-13-08                                                 | Montevideo                                                 | Uruguay                                                    | 3:0                                                        | Colombia                                                   | Eliminatorias 2018                                         |                                                            |                                                            |
| 2015-11-17                                                 | Barranquilla                                               | Colombia                                                   | 0:1                                                        | Argentina                                                  | Eliminatorias 2018                                         |                                                            |                                                            |
| 2017-01-25                                                 | Río de Janeiro                                             | Brasil                                                     | 1:0                                                        | Colombia                                                   | Amistoso                                                   |                                                            |                                                            |
| 2017-06-13                                                 | Getafe                                                     | Colombia                                                   | 4:0                                                        | Camerún                                                    | Amistoso                                                   |                                                            |                                                            |
| 2017-09-05                                                 | Barranquilla                                               | Colombia                                                   | 1:1                                                        | Brasil                                                     | Eliminatorias 2018                                         |                                                            |                                                            |
| 2017-10-05                                                 | Barranquilla                                               | Colombia                                                   | 1:2                                                        | Paraguay                                                   | Eliminatorias 2018                                         |                                                            |                                                            |
| Total                                                      |                                                            | Presencias                                                 | 52                                                         |                                                            | Goles y asistencias                                        | 15                                                         | 1                                                          |

## Polémicas
Si bien ha logrado numerosos logros futbolísticos, Teo también es recordado por sus numerosas polémicas y expulsiones que ha recibido en partidos durante el transcurso de su carrera.

### Pelea en el vestuario en Racing Club
El 14 de abril de 2012, cuando aún se encontraba jugando para Racing Club, protagonizó un episodio que quedó grabado como uno de los recuerdos bochornosos en los vestuarios del fútbol argentino tras la derrota 4 a 1 frente a Independiente en condición de visitante. Finalizado el partido, los jugadores académicos dispuestos a abandonar el terreno del rival se dirigieron al vestuario para recoger sus cosas. En eso, protagoniza una pelea con el arquero Sebastián Saja y el mediocampista Lucas Aveldaño quienes le recriminaron que se "hizo echar" cuando aún la Academia ganaba por 1 a 0 y que dejó al equipo con uno menos. En eso se mete su compañero colombiano Giovanni Moreno, quien terminó herido por tratar de intervenir en la situación. Cuando parecía que todo se iba a ir de las manos, Teo saca un arma de su mochila y les apunta en la cabeza a sus compañeros para tratar de intimidarlos. Tuvo que meterse la Policía y el mismo Coco Basile, DT de la Academia durante ese tiempo, para concluir la situación; finalmente fue la policía quien intervino y le sacó el arma a Teófilo. El plantel se retiró del estadio sin él. Dos días después sería desvinculado de Racing.

### Récord de expulsiones
Teófilo Gutiérrez alcanzó en agosto de 2023 el dudoso honor de ser uno de los futbolistas colombianos más expulsados del campo de juego. En la última presentación del Deportivo Cali por el Clausura de Colombia, en un encuentro que terminó 0-0 frente a Millonarios de Bogotá, el árbitro Diego León Escalante Gutiérrez no se percató en primera instancia que el experimentado delantero había pisado en la pierna al defensor Jorge Arias en busca de robarle la pelota contra la línea. Fue por eso que el VAR llamó inmediatamente al juez de campo, quien le mostró la tarjeta roja.

### Acoso intimo
El 30 de noviembre de 2023, durante el entretiempo del partido Deportes Tolima vs. Deportivo Cali, una mujer identificada como Leidy Lorena Urrego miembro del personal de logística del Estadio Manuel Murillo Toro, notificó que el jugador le había tocado sus glúteos dos veces durante el entretiempo en uno de los pasillos, por lo cual fue sancionado por 4 fechas y una multa de 1,005,000 millones de pesos.

## Estadísticas

### Clubes
Actualizado a 18 de agosto de 2025.
| Club | Div                 | Temporada           | Liga  | Liga  | Liga   | Copas nacionales(1) | Copas nacionales(1) | Copas nacionales(1) | Torneos internacionales(2) | Torneos internacionales(2) | Torneos internacionales(2) | Otras competiciones(3) | Otras competiciones(3) | Otras competiciones(3) | Total | Total | Total  | Media goleadora(4) |
| Club | Div                 | Temporada           | Part. | Goles | Asist. | Part.               | Goles               | Asist.              | Part.                      | Goles                      | Asist.                     | Part.                  | Goles                  | Asist.                 | Part. | Goles | Asist. | Media goleadora(4) |
| --- | ------------------- | ------------------- | ----- | ----- | ------ | ------------------- | ------------------- | ------------------- | -------------------------- | -------------------------- | -------------------------- | ---------------------- | ---------------------- | ---------------------- | ----- | ----- | ------ | ------------------ |
| Barranquilla F. C. · Colombia | 2.ª                 | 2006                | 24    | 10    | 3      | —                   | —                   | —                   | —                          | —                          | —                          | —                      | —                      | —                      | 24    | 10    | 3      | 0.42               |
| Barranquilla F. C. · Colombia | 2.ª                 | 2007                | 16    | 6     | 2      | —                   | —                   | —                   | —                          | —                          | —                          | —                      | —                      | —                      | 16    | 6     | 2      | 0.38               |
| Barranquilla F. C. · Colombia | Total club          | Total club          | 40    | 16    | 5      | 0                   | 0                   | 0                   | 0                          | 0                          | 0                          | 0                      | 0                      | 0                      | 40    | 16    | 5      | 0.4                |
| Junior · Colombia | 1.ª                 | 2007                | 11    | 2     | 0      | —                   | —                   | —                   | —                          | —                          | —                          | —                      | —                      | —                      | 11    | 2     | 0      | 0.18               |
| Junior · Colombia | 1.ª                 | 2008                | 20    | 13    | 0      | —                   | —                   | —                   | —                          | —                          | —                          | —                      | —                      | —                      | 20    | 13    | 0      | 0.65               |
| Junior · Colombia | 1.ª                 | 2009                | 30    | 19    | 5      | 1                   | 1                   | 0                   | —                          | —                          | —                          | 14                     | 11                     | 3                      | 45    | 31    | 8      | 0.69               |
| Junior · Colombia | 1.ª                 | 2012                | 12    | 4     | 1      | —                   | —                   | —                   | —                          | —                          | —                          | 6                      | 1                      | 1                      | 18    | 5     | 2      | 0.28               |
| Junior · Colombia | 1.ª                 | 2017                | 13    | 6     | 4      | 3                   | 1                   | 2                   | 7                          | 2                          | 2                          | 2                      | 1                      | 0                      | 25    | 10    | 8      | 0.4                |
| Junior · Colombia | 1.ª                 | 2018                | 24    | 9     | 6      | 1                   | 0                   | 0                   | 17                         | 5                          | 1                          | 7                      | 1                      | 1                      | 49    | 15    | 8      | 0.31               |
| Junior · Colombia | 1.ª                 | 2019                | 28    | 3     | 8      | 4                   | 1                   | 0                   | 5                          | 0                          | 0                          | 16                     | 5                      | 4                      | 53    | 9     | 12     | 0.17               |
| Junior · Colombia | 1.ª                 | 2020                | 12    | 2     | 0      | 3                   | 0                   | 1                   | 9                          | 3                          | 1                          | 4                      | 0                      | 1                      | 28    | 5     | 3      | 0.18               |
| Junior · Colombia | 1.ª                 | 2021                | 13    | 3     | 2      | —                   | —                   | —                   | 3                          | 1                          | 0                          | —                      | —                      | —                      | 16    | 4     | 2      | 0.25               |
| Junior · Colombia | 1.ª                 | 2025                | 17    | 1     | 2      | 2                   | 1                   | 0                   | —                          | —                          | —                          | 1                      | 0                      | 0                      | 20    | 2     | 2      | 0.1                |
| Junior · Colombia | Total club          | Total club          | 180   | 62    | 28     | 14                  | 4                   | 3                   | 41                         | 11                         | 4                          | 50                     | 19                     | 10                     | 285   | 96    | 45     | 0.34               |
| Trabzonspor Kulübü Turquía | 1.ª                 | 2010                | 11    | 0     | 0      | 4                   | 0                   | 0                   | —                          | —                          | —                          | —                      | —                      | —                      | 15    | 0     | 0      | 0                  |
| Trabzonspor Kulübü Turquía | 1.ª                 | 2010                | 6     | 4     | 0      | 1                   | 3                   | 0                   | 2                          | 1                          | 0                          | —                      | —                      | —                      | 9     | 8     | 0      | 0.89               |
| Trabzonspor Kulübü Turquía | Total club          | Total club          | 17    | 4     | 0      | 5                   | 3                   | 0                   | 2                          | 1                          | 0                          | 0                      | 0                      | 0                      | 24    | 8     | 0      | 0.33               |
| Racing Club Argentina | 1.ª                 | 2011                | 16    | 11    | 4      | —                   | —                   | —                   | —                          | —                          | —                          | —                      | —                      | —                      | 16    | 11    | 4      | 0.69               |
| Racing Club Argentina | 1.ª                 | 2011-12             | 24    | 9     | 3      | 1                   | 2                   | 0                   | —                          | —                          | —                          | —                      | —                      | —                      | 25    | 11    | 3      | 0.44               |
| Racing Club Argentina | Total club          | Total club          | 40    | 20    | 7      | 1                   | 2                   | 0                   | 0                          | 0                          | 0                          | 0                      | 0                      | 0                      | 41    | 22    | 7      | 0.54               |
| CA Lanús Argentina | 1.ª                 | 2012                | —     | —     | —      | —                   | —                   | —                   | 2                          | 1                          | 0                          | —                      | —                      | —                      | 2     | 1     | 0      | 0.5                |
| CA Lanús Argentina | Total club          | Total club          | 0     | 0     | 0      | 0                   | 0                   | 0                   | 2                          | 1                          | 0                          | 0                      | 0                      | 0                      | 2     | 1     | 0      | 0.5                |
| Cruz Azul · México | 1.ª                 | 2013                | 15    | 4     | 4      | 7                   | 3                   | 1                   | —                          | —                          | —                          | 6                      | 2                      | 0                      | 28    | 9     | 5      | 0.32               |
| Cruz Azul · México | Total club          | Total club          | 15    | 4     | 4      | 7                   | 3                   | 1                   | 0                          | 0                          | 0                          | 6                      | 2                      | 0                      | 28    | 9     | 5      | 0.32               |
| River Plate Argentina | 1.ª                 | 2013-14             | 27    | 7     | 4      | —                   | —                   | —                   | 4                          | 2                          | 0                          | —                      | —                      | —                      | 31    | 9     | 4      | 0,29               |
| River Plate Argentina | 1.ª                 | 2014                | 13    | 10    | 0      | 1                   | 0                   | 0                   | 8                          | 1                          | 1                          | —                      | —                      | —                      | 22    | 11    | 1      | 0.5                |
| River Plate Argentina | 1.ª                 | 2015                | 7     | 5     | 0      | —                   | —                   | —                   | 10                         | 3                          | 3                          | —                      | —                      | —                      | 17    | 8     | 3      | 0.47               |
| River Plate Argentina | Total club          | Total club          | 47    | 22    | 4      | 1                   | 0                   | 0                   | 22                         | 6                          | 4                          | 0                      | 0                      | 0                      | 70    | 28    | 8      | 0.4                |
| Sporting de Lisboa Portugal | 1.ª                 | 2015-16             | 23    | 11    | 1      | 2                   | 1                   | 0                   | 7                          | 3                          | 0                          | —                      | —                      | —                      | 32    | 15    | 1      | 0.47               |
| Sporting de Lisboa Portugal | Total club          | Total club          | 23    | 11    | 1      | 2                   | 1                   | 0                   | 7                          | 3                          | 0                          | 0                      | 0                      | 0                      | 32    | 15    | 1      | 0.47               |
| Rosario Central Argentina | 1.ª                 | 2016-17             | 21    | 5     | 5      | 4                   | 0                   | 4                   | —                          | —                          | —                          | —                      | —                      | —                      | 25    | 5     | 9      | 0.2                |
| Rosario Central Argentina | Total club          | Total club          | 21    | 5     | 5      | 4                   | 0                   | 4                   | 0                          | 0                          | 0                          | 0                      | 0                      | 0                      | 25    | 5     | 9      | 0.2                |
| Deportivo Cali · Colombia | 1.ª                 | 2021                | 15    | 5     | 0      | 4                   | 3                   | 1                   | —                          | —                          | —                          | 7                      | 2                      | 2                      | 26    | 10    | 3      | 0.38               |
| Deportivo Cali · Colombia | 1.ª                 | 2022                | 28    | 5     | 7      | 4                   | 0                   | 1                   | 8                          | 0                          | 1                          | —                      | —                      | —                      | 40    | 5     | 9      | 0.13               |
| Deportivo Cali · Colombia | 1.ª                 | 2023                | 13    | 2     | 3      | 1                   | 0                   | 0                   | —                          | —                          | —                          | 4                      | 1                      | 1                      | 18    | 3     | 4      | 0.17               |
| Deportivo Cali · Colombia | Total club          | Total club          | 56    | 12    | 10     | 9                   | 3                   | 2                   | 8                          | 0                          | 1                          | 11                     | 3                      | 3                      | 84    | 18    | 16     | 0.21               |
| Atlético Bucaramanga · Colombia | 1.ª                 | 2023                | 13    | 0     | 0      | —                   | —                   | —                   | —                          | —                          | —                          | —                      | —                      | —                      | 13    | 0     | 0      | 0                  |
| Atlético Bucaramanga · Colombia | Total club          | Total club          | 13    | 0     | 0      | 0                   | 0                   | 0                   | 0                          | 0                          | 0                          | 0                      | 0                      | 0                      | 13    | 0     | 0      | 0                  |
| Real Cartagena · Colombia | 2.ª                 | 2024                | 11    | 2     | 8      | 2                   | 1                   | 1                   | —                          | —                          | —                          | 12                     | 1                      | 2                      | 25    | 4     | 11     | 0.16               |
| Real Cartagena · Colombia | Total club          | Total club          | 11    | 2     | 8      | 2                   | 1                   | 1                   | 0                          | 0                          | 0                          | 12                     | 1                      | 2                      | 25    | 4     | 11     | 0.16               |
| Total en su carrera | Total en su carrera | Total en su carrera | 456   | 158   | 70     | 45                  | 17                  | 11                  | 82                         | 22                         | 9                          | 86                     | 25                     | 16                     | 669   | 222   | 106    | 0.33               |
| (1) La copa nacional se refiere a la Copa de Turquía, Supercopa de Turquía, Copa México, Copa Argentina y Supercopa de Portugal. (2) La copa internacional se refiere a la UEFA Europa League, Copa Libertadores, Copa Sudamericana, Recopa Sudamericana y Champions League. (3) Incluye partidos en cuadrangulares semifinales, playoffs y finales de Primera A y de Primera B. No incluye datos de partidos amistosos ni categorías inferiores. |                     |                     |       |       |        |                     |                     |                     |                            |                            |                            |                        |                        |                        |       |       |        |                    |

### En selección nacional
| Selección           | Año                 | Amistosos | Amistosos | Amistosos | Sudamérica(1) | Sudamérica(1) | Sudamérica(1) | Mundial(2) | Mundial(2) | Mundial(2) | Total | Total | Total  | Media goleadora |
| Selección           | Año                 | Part.     | Goles     | Asist.    | Part.         | Goles         | Asist.        | Part.      | Goles      | Asist.     | Part. | Goles | Asist. | Media goleadora |
| ------------------- | ------------------- | --------- | --------- | --------- | ------------- | ------------- | ------------- | ---------- | ---------- | ---------- | ----- | ----- | ------ | --------------- |
| Olímpica · Colombia | 2016                | 2         | 1         | 0         | —             | —             | —             | 4          | 3          | 0          | 6     | 4     | 0      | 0,66            |
| Absoluta · Colombia | 2009                | 3         | 1         | 0         | 3             | 1             | 0             | —          | —          | —          | 6     | 2     | 0      | 0.33            |
| Absoluta · Colombia | 2010                | 2         | 0         | 0         | —             | —             | —             | —          | —          | —          | 2     | 0     | 0      | 0,00            |
| Absoluta · Colombia | 2011                | 2         | 3         | 0         | 5             | 0             | 0             | —          | —          | —          | 7     | 3     | 0      | 0,42            |
| Absoluta · Colombia | 2012                | 2         | 0         | 0         | 3             | 3             | 0             | —          | —          | —          | 5     | 3     | 0      | 0.60            |
| Absoluta · Colombia | 2013                | 2         | 0         | 0         | 6             | 3             | 0             | —          | —          | —          | 8     | 3     | 0      | 0.38            |
| Absoluta · Colombia | 2014                | 6         | 2         | 0         | —             | —             | —             | 4          | 1          | 1          | 10    | 3     | 1      | 0.30            |
| Absoluta · Colombia | 2015                | 3         | 0         | 0         | 7             | 1             | 0             | —          | —          | —          | 10    | 1     | 0      | 0.10            |
| Absoluta · Colombia | 2016                | —         | —         | —         | —             | —             | —             | —          | —          | —          | 0     | 0     | 0      | 0,00            |
| Absoluta · Colombia | 2017                | 2         | 0         | 0         | 2             | 0             | 0             | —          | —          | —          | 4     | 0     | 0      | 0,00            |
| Absoluta · Colombia | Total               | 22        | 6         | 0         | 26            | 8             | 0             | 4          | 1          | 1          | 52    | 15    | 1      | 0,29            |
| Total en su carrera | Total en su carrera | 24        | 7         | 0         | 26            | 8             | 0             | 8          | 4          | 1          | 58    | 19    | 1      | 0,33            |

### Resumen estadístico goles a nivel profesional
Actualizado a 26 de abril de 2025.
| Competición           | Partidos | Goles | Asistencias | Goles + Asistencias |
| --------------------- | -------- | ----- | ----------- | ------------------- |
| Liga                  | 449      | 158   | 70          | 228                 |
| Otras competiciones   | 85       | 25    | 16          | 41                  |
| Copas nacionales      | 43       | 16    | 11          | 27                  |
| Copas internacionales | 82       | 22    | 9           | 31                  |
| Selección de Colombia | 52       | 15    | 1           | 16                  |
| Total en su carrera   | 711      | 236   | 107         | 343                 |

### Tripletas
Actualizado de acuerdo al último partido jugado el 7 de agosto de 2010.

| 1 | 29 de julio de 2006  | Arturo Cumplido Sierra, Sincelejo            | Barranquilla F. C. - Expreso Rojo | Anotado · Anotado · Anotado | 3 - 2 | Torneo Finalización 2006  |
| 2 | 14 de junio de 2009  | Metropolitano Roberto Meléndez, Barranquilla | Junior - Cúcuta Deportivo         | Anotado · Anotado · Anotado | 3 - 0 | Torneo Apertura 2009      |
| 3 | 18 de junio de 2009  | Metropolitano Roberto Meléndez, Barranquilla | Junior - Envigado F. C.           | Anotado · Anotado · Anotado | 3 - 0 | Torneo Apertura 2009      |
| 4 | 2 de agosto de 2009  | Metropolitano Roberto Meléndez, Barranquilla | Junior - Once Caldas              | Anotado · Anotado · Anotado | 4 - 2 | Torneo Finalización 2009  |
| 5 | 30 de agosto de 2009 | Metropolitano Roberto Meléndez, Barranquilla | Junior - Boyacá Chicó             | Anotado · Anotado · Anotado | 5 - 2 | Torneo Finalización 2009  |
| 6 | 7 de agosto de 2010  | Olímpico Atatürk, Estambul                   | Trabzonspor - Bursaspor           | Anotado · Anotado · Anotado | 3 - 0 | Supercopa de Turquía 2010 |

## Palmarés

### Títulos nacionales
| Título                | Club               | Sede         | Año     |
| --------------------- | ------------------ | ------------ | ------- |
| Copa de Turquía       | Trabzonspor        | Sanliurfa    | 2009/10 |
| Supercopa de Turquía  | Trabzonspor        | Estambul     | 2010    |
| Copa México           | Cruz Azul          | Cancún       | 2013    |
| Primera División      | River Plate        | Buenos Aires | F-2014  |
| Copa Campeonato       | River Plate        | La Punta     | 2014    |
| Supercopa de Portugal | Sporting de Lisboa | Faro         | 2015    |
| Copa Colombia         | Junior             | Barranquilla | 2017    |
| Categoría Primera A   | Junior             | Medellín     | 2018-II |
| Superliga de Colombia | Junior             | Ibagué       | 2019    |
| Categoría Primera A   | Junior             | Bogotá       | 2019-I  |
| Superliga de Colombia | Junior             | Cali         | 2020    |
| Categoría Primera A   | Deportivo Cali     | Ibagué       | 2021-II |

### Títulos internacionales
| Título              | Club        | Sede         | Año  |
| ------------------- | ----------- | ------------ | ---- |
| Copa Sudamericana   | River Plate | Buenos Aires | 2014 |
| Recopa Sudamericana | River Plate | Buenos Aires | 2015 |
| Copa Libertadores   | River Plate | Buenos Aires | 2015 |

### Distinciones individuales
| Distinción                                                 | Año    |
| ---------------------------------------------------------- | ------ |
| Goleador de la Categoría Primera A (16 goles)              | I-2009 |
| Jugador más valioso de la Supercopa de Turquía (3 goles)   | 2010   |
| Goleador de la Primera División (11 goles)                 | C-2011 |
| Medalla Puerto de Oro                                      | 2013   |
| Equipo Ideal de la Copa Sudamericana                       | 2014   |
| Miembro del Equipo Ideal de América                        | 2014   |
| Mejor futbolista de América                                | 2014   |
| Equipo ideal de la Dimayor                                 | 2018   |
| Once ideal del año de Acolfutpro en la Categoría Primera A | 2018   |
| Equipo Ideal de la Copa Sudamericana                       | 2018   |
| Mejor futbolista de Colombia                               | 2019   |
| Once ideal del año de Acolfutpro en la Categoría Primera A | 2019   |